# Manton (Michigan)
Manton é uma cidade localizada no estado americano de Michigan, no Condado de Wexford.

## Demografia
Segundo o censo americano de 2000, a sua população era de 1221 habitantes.
Em 2006, foi estimada uma população de 1202, um decréscimo de 19 (-1.6%).

## Geografia
De acordo com o United States Census Bureau tem uma área de
4,2 km², dos quais 4,0 km² cobertos por terra e 0,2 km² cobertos por água. Manton localiza-se a aproximadamente 345 m acima do nível do mar.

## Localidades na vizinhança
O diagrama seguinte representa as localidades num raio de 24 km ao redor de Manton.